# Denis Neale
Denis Neale (* 9. Dezember 1944 in Middlesbrough) ist ein ehemaliger englischer Tischtennis-Nationalspieler aus den 1960er und 1970er Jahren. Später wirkte er als Tischtennistrainer. Er nahm an sieben Weltmeisterschaften und fünf Europameisterschaften teil.

## Werdegang
Mit 13 Jahren begann Denis Neale mit dem Tischtennissport. Er entwickelte sich dann zum besten Spieler Englands. In der nationalen Rangliste wurde er von 1967 bis 1977 auf Platz eins geführt. 18-mal siegte er in der Nationalen englischen Meisterschaft, sechsmal im Einzel, siebenmal im Doppel sowie fünfmal im Mixed.
- Einzel: 1966, 1968, 1969, 1970, 1975, 1977
- Doppel: 1973 mit Trevor Taylor, 1969, 1970, 1972, 1974 mit Alan Hydes, 1976, 1977 mit Desmond Douglas
- Mixed: 1970 mit Mary Wright-Shannon, 1968, 1969, 1972, 1974 mit Karenza Mathews/Smith

Bei den English Open gewann er 1970 im Mixed mit Mary Wright-Shannon und 1976 im Doppel mit Desmond Douglas.
Sein erster internationaler Auftritt am Mitte Dezember 1963 war erfolgreich. In einem Länderturnier in Dublin gewann er gegen Schottland, Irland und Wales alle sechs Einzel und zwei Doppel.
Von 1965 bis 1979 nahm Denis Neale an sieben Weltmeisterschaften teil. Hier war 1969 sein größter Erfolg, als er im Mixed mit Mary Wright-Shannon das Halbfinale erreichte. Fünfmal wurde er für Europameisterschaften nominiert. Ebenfalls mit Mary Wright-Shannon gewann er 1968 und 1970 Bronze im Mixed.
Sechs Medaillen holte Denis Neale bei den Commonwealth-Meisterschaften. 1973 verlor er das Endspiel im Einzel gegen Trevor Taylor, mit dem er den Doppelwettbewerb gewann. Dazu kommt Gold im Mixed mit Mary Wright-Shannon und mit der englischen Mannschaft. Zwei Jahre später wiederholte er mit Trevor Taylor den Sieg im Doppel und gewann auch im Teamwettbewerb. 1969 und 1973 belegte er in der ITTF-Weltrangliste Platz 16.
1977 beendete Denis Neale seine Laufbahn als Leistungssportler. Insgesamt 495-mal hatte er England international vertreten. Zu den Höhepunkten seiner Karriere zählen seine Siege über mehrere Weltmeister: Chuang Tse-Tung, Hsi En-Ting (China), Nobuhiko Hasegawa, Shigeo Itō, Mitsuru Kōno (Japan), István Jónyer (Ungarn) und Stellan Bengtsson (Schweden).
1977 wurde er vom niederländischen Verein HIA PANELS Apeldoorn verpflichtet. 1994 spielte noch bei der Senioren-Weltmeisterschaft in Melbourne. Dabei gewann er im Ü50-Doppel mit Brian Hill Bronze. Später arbeitete er noch als Trainer und Non Playing Captain der englischen Nationalmannschaft.

## Veröffentlichungen
1970 veröffentlichte Denis Neale das Buch The Way to the Top (Arthur Barker Ltd., ISBN 978-0213001261), 1978 folgte Halex Book of Modern Table tennis (ISBN 978-0437106001).

## Privat
Denis Neale ist verheiratet und hat drei Kinder. Nach dem Ende seiner aktiven Laufbahn betrieb er einen Pub in Northallerton. Zeitweise besaß er 30 Rennhunde (Greyhounds).

## Turnierergebnisse
| Verband | Veranstaltung            | Jahr | Ort        | Land | Einzel        | Doppel        | Mixed         | Team |
| ------- | ------------------------ | ---- | ---------- | ---- | ------------- | ------------- | ------------- | ---- |
| ENG     | Commonwealth Meistersch. | 1975 | Melbourne  | AUS  |               | Gold          |               | 1    |
| ENG     | Commonwealth Meistersch. | 1973 | Cardiff    | WAL  | Silber        | Gold          | Gold          | 1    |
| ENG     | Europameisterschaft      | 1976 | Prag       | TCH  | Viertelfinale |               |               |      |
| ENG     | Europameisterschaft      | 1972 | Rotterdam  | NED  | Viertelfinale |               |               |      |
| ENG     | Europameisterschaft      | 1970 | Moskau     | URS  | letzte 16     |               | Halbfinale    |      |
| ENG     | Europameisterschaft      | 1968 | Lyon       | FRA  | Viertelfinale |               | Halbfinale    |      |
| ENG     | Europameisterschaft      | 1966 | London     | ENG  |               | Viertelfinale |               |      |
| ENG     | EURO-TOP12               | 1976 | Lübeck     | FRG  | 11            |               |               |      |
| ENG     | Weltmeisterschaft        | 1979 | Pyongyang  | PRK  | keine Teiln.  | keine Teiln.  | keine Teiln.  |      |
| ENG     | Weltmeisterschaft        | 1977 | Birmingham | ENG  | letzte 32     | Viertelfinale | letzte 64     | 10   |
| ENG     | Weltmeisterschaft        | 1975 | Calcutta   | IND  | letzte 64     | letzte 32     | letzte 64     | 12   |
| ENG     | Weltmeisterschaft        | 1973 | Sarajevo   | YUG  | letzte 16     | Scratched     | letzte 32     | 10   |
| ENG     | Weltmeisterschaft        | 1969 | München    | FRG  | letzte 64     | letzte 64     | Halbfinale    | 6    |
| ENG     | Weltmeisterschaft        | 1967 | Stockholm  | SWE  | letzte 32     | Viertelfinale | Viertelfinale | 8    |
| ENG     | Weltmeisterschaft        | 1965 | Ljubljana  | YUG  | letzte 128    | letzte 32     | letzte 32     | 7    |